# Norsko na Letních olympijských hrách 2012
Norsko na Letních olympijských hrách 2012 v Londýně reprezentovalo 66 sportovců, z toho 34 mužů a 32 žen v 14 sportech.

## Medailisté
| Medaile | Jméno | Sport      | Disciplína                      |
| ------- | --- | ---------- | ------------------------------- |
| Zlato   | Kari Aalvik Grimsbø Ida Alstad Heidi Løkeová Tonje Nøstvold Karoline Dyhre Breivang Kristine Lunde-Borgersen Kari Mette Johansen Marit Malm Frafjord Linn Jørum Sulland Katrine Lunde Haraldsen Linn-Kristin Riegelhuthová Gøril Snorroeggen Amanda Kurtović Camilla Herremová Karoline Næss | Házená     | Turnaj žen                      |
| Zlato   | Eirik Verås Larsen | Kanoistika | muži K-1 1000 m                 |
| Stříbro | Bartosz Piasecki | Šerm       | muži kord jednotlivci           |
| Bronz   | Alexander Kristoff | Cyklistika | muži silniční závod jednotlivců |